# Frederick Lane
Frederick Claude Vivian Lane (né le 2 février 1880 à Manly et décédé le 14 mai 1969) est un nageur australien qui s'illustra entre la toute fin du XIXe et le début du XXe siècle. Il étudia au Saint Ignatius College, Riverview à Sydney, là où il avait l'habitude de nager dans la rivière Lane Cove. Il participe aux épreuves de natation lors des Jeux olympiques de Paris en 1900, compétitions au cours desquelles il remporta deux courses : le 200 m nage libre ainsi que sur le 200 m avec obstacles (trois-quart d'heure après sa première victoire).
Il devient le premier nageur à descendre sous la barre de la minute sur l'épreuve du 100 yards grâce à un temps de 59 s 6 secondes.

## Jeux olympiques
- Jeux olympiques de 1900 à Paris (France)
  -  Vainqueur du 200 m nage libre
  -  Vainqueur du 200 m avec obstacles